# رشته قنات علی‌آباد
رشته قنات علی‌آباد مربوط به سده‌ها متاخر دوران‌های تاریخی پس از اسلام است و در شهرستان پاسارگاد، بخش مرکزی، شمال شرق شهر سعادتشهر، تنگ سعادتشهر، شمال محله علی‌آباد واقع شده و با شمارهٔ ثبت ۲۶۶۲۶ به‌عنوان یکی از آثار ملی ایران به ثبت رسیده است.